# Chrześcijańscy Demokraci (Szwecja)
Chrześcijańscy Demokraci (szw. Kristdemokraterna, KD) – szwedzka partia chadecka, powstała w 1964. Weszła do parlamentu dopiero w 1985, w sojuszu z Partią Centrum. Od 1991 posiada samodzielną reprezentację parlamentarną.

## Program
Partia broni wartości rodzinnych. Zdecydowanie sprzeciwia się prawu do zawierania związków małżeńskich i adopcji dzieci przez pary jednopłciowe. W przeszłości w jej programie zawarty był postulat delegalizacji aborcji, której partia jest zdecydowaną przeciwniczką, obecnie jednak przyjęła bardziej umiarkowane stanowisko i oświadczyła, że chce pracować nad zmniejszeniem liczby aborcji poprzez środki zapobiegawcze. W dziedzinie gospodarczej propozycje partii są nazywane „neoliberalizmem z ludzką twarzą”.
Trzema głównymi postulatami partii są:
- Poprawa opieki zdrowotnej, zwłaszcza nad ludźmi starszymi.
- Wolność wyboru dla rodzin z dziećmi w wyborze modelu nauki i wychowania dziecka.
- Zmniejszenie ilości przepisów narzucanych przedsiębiorstwom oraz obniżki podatków w celu stymulowania wzrostu gospodarczego i zmniejszenia bezrobocia.

## Elektorat
Jej wyborcy to głównie członkowie protestanckich kościołów ewangelikalnych znanych w Szwecji jako tzw. wolne kościoły – m.in. metodyści, baptyści czy zielonoświątkowcy. Szczególnie silna w prowincji Smalandia, gdzie wspólnoty te mają najwięcej członków. Inną ważną grupę wyborców stanowią ludzie starsi, a także młode małżeństwa z dziećmi.

## Wyniki wyborcze
| Rok                  | 1964 | 1966 | 1968 | 1970  | 1973  | 1976  | 1979  | 1982  | 1985   | 1988  | 1991  | 1994 | 1998   | 2002  | 2006 | 2010 | 2014 | 2018 | 2022 |
| Wybory parlamentarne | 1,8% | *    | 1,5% | 1,80% | 1,75% | 1,36% | 1,39% | 1,87% | 2,6%** | 2,94% | 7,14% | 4,1% | 11,77% | 9,15% | 6,6% | 5,6% | 4,6% | 6,4% | 5,3% |
| Wybory regionalne    | *    | 1,8% | *    | 1,9%  | 2,1%  | 1,9%  | 2,0%  | 2,4%  | 2,0%   | 3,1%  | 7,0%  | 3,7% | 10,0%  | 8,2%  | 6,6% | 5,0% | 5,2% | 7,1% | ?    |
| Wybory komunalne     | *    | *    | *    | 1,8%  | 2,1%  | 2,0%  | 2,1%  | 2,4%  | 2,0%   | 2,8%  | 5,8%  | 3,2% | 8,0%   | 7,1%  | 5,8% | 4,4% | 4,0% | 5,2% | ?    |

* – w tym roku nie odbywały się tego typu wybory.
** – wspólna lista z Partią Centrum.